# Sony Xperia R1
Sony Xperia R1 — це смартфон на базі Android, який продавався та вироблявся Sony Mobile. Є частина серії Xperia середнього класу, вона була представлена 27 жовтня 2017 року разом із R1 Plus, виключно для індійського ринку. Різниця між R1 і R1 Plus полягає лише в об'ємі пам'яті. Смартфони були доступні в чорному і в срібному кольорах з 10 листопада.

## Дизайн
Корпус апарату повністю пластиковий, виконаний у характерній для Sony концепції Loop Surface. Рамки зверху та знизу лишилися досить великими, бокові ж рамки майже відсутні. Лоток для SIM-карти і MicroSD присутній на лівій частині пристрою, у вигляді заглушки, що дозволяє її відкрити без допоміжних речей на кшталт голки. Кнопка живлення і гойдалка гучності розташовані на правій стороні пристрою, а аудіороз’єм 3,5 мм для навушників разом з мікрофоном — у верхній частині. Задня камера розташовані у верхньому лівому куті телефону, а нижче камери — світлодіодний спалах. Корпус по бічних краях заокруглений, в той час, як верхній і нижній навпаки гострі. Габарити: ширина 73,4 мм, висота 146 мм, товщина 8,9 мм, вага 154 грамів.

## Технічні характеристики

### Апаратне забезпечення
Xperia R1 оснащений процесором Qualcomm Snapdragon 430 і графічним процесором Adreno 505. R1 доступний з 2 ГБ ОЗП і 16 ГБ постійної пам'яті eMMC 5.1; R1 Plus доступний з 3 ГБ оперативної пам’яті і 32 ГБ постійної пам'яті eMMC 5.1. Розширення карти MicroSD підтримується в обох моделях до 128 ГБ і на відмінно від інших смартфонів Sony, є окремим слотом, тобто можна його використовувати і з двома SIM-картками. Дисплей є TFT LCD-панеллю 16:9, 720p (720 × 1280), 5,2-дюймові (130 мм) екрани відповідно, з щільністю пікселів 282 ppi. Обидва телефони заряджаються і передають дані через USB-C. Місткість акумулятора становить 2620 мА·г. На задній панелі є камера, який має об’єктив на 13 Мп з PDAF і фронтальну 8 Мп.

### Програмне забезпечення
Xperia R1 і Xperia R1 Plus були випущені з Android 7.1 «Nougat», але були оновлені до Android 8.0 «Oreo» 12 березня 2018 року.